# Labidosa
Labidosa là một chi bướm đêm thuộc phân họ Tortricinae của họ Tortricidae.

## Các loài
- Labidosa ochrostoma (Meyrick, 1918)
- Labidosa sogai Diakonoff, 1960